# محمد هنيدي
محمد هنيدي (1 فبراير 1965  -)، ممثل كوميدي مصري. حصل على بكالوريوس معهد السينما عام 1991، بدأ عمله في أدوار صغيرة في السينما أولها في فيلم إسكندرية ليه وفي المسرح، اشتهر بدايةً في فيلميه إسماعيلية رايح جاى وصعيدي في الجامعة الأمريكية، وفيلم بخيت وعديلة، قام بالغناء في أفلامه بعد أن نجحت أغنية «كامننا» مع الفنان محمد فؤاد.

## حياته
ولد محمد هنيدي في 1 فبراير 1965 في مدينة طنطا بمحافظة الغربية لعائلة مصرية متوسطة الحال، لكنه نشأ في حي إمبابة بمحافظة الجيزة بعدما انتقلت الأسرة إلى القاهرة لظروف عمل والده. بدأ هنيدي حياته المهنية كمحاسب لكنه سرعان ما ترك وظيفته وانتقل للعمل في التمثيل الذي كان شغوفًا به منذ صغره. توجه لدراسة التمثيل في المعهد العالي للسينما بأكاديمية الفنون في القاهرة وتخرج منه في عام 1991. بدأ عمله في التمثيل بأدوار ثانوية في السينما والمسرح، ثم اشتهر بأفلام ومسرحيات كوميدية من بطولته مثل صعيدي في الجامعة الأمريكية، همام في أمستردام، وش إجرام، ألابندا، عفروتو، وغيرها. عاد للمشاركة مع يوسف شاهين من خلال فيلم اسكندرية كمان وكمان عام 1990.

## حياته الخاصة
تزوج هنيدي من زوجته الأولى السورية في عام 1999 عبير السري مضيف الأسعد، ابنة رجل أعمالٍ مصري يحمل الجنسية السورية أيضًا، وأنجبا ابنتين وابن وهم فاطمة وفريدة وأحمد. وعلى الرغم من شهرته الكبيرة كفنان كوميدي، إلا أن هنيدي يحرص على إبقاء حياته الخاصة بعيدًا عن الإعلام والجمهور، ونادرًا ما يتحدث عن حياته الشخصية في المقابلات الصحفية أو البرامج التلفزيونية. وقد أعلن عن حصوله على الجنسية السعودية في 25 يناير 2024.

## الجوائز
- جائزة أفضل ممثل عن دوره في فيلم «رمضان مبروك أبو العلمين حمودة».
- عام 2009 كرم في «نادي سبورتنج القطامية» تحت إشراف وزارة البترول، بعد اختياره كأفضل ممثل.
- عام 2009 تم تكريمة من «مهرجان الرباط» في المغرب وذلك عن مجمل أعماله السينمائية التي قدمها طوال مشواره الفني.
- عام 2008 كرم في «مهرجان تطوان الدولي للسينما».

## أعماله

### من الأفلام
- مرعي البريمو 2023
- نبيل الجميل أخصائي تجميل 2022
- الإنس والنمس 2021
- عنتره ابن ابن ابن شداد 2017
- يوم مالوش لازمة:2015-يحيى
- تيتة رهيبة:2012-روؤف
- أمير البحار:2009-أمير نور الدين
- رمضان مبروك أبو العلمين حمودة:2008-رمضان
- عندليب الدقي:2007-فوزي/فواز
- وش إجرام:2006-طه
- يا أنا يا خالتي:2005-تيمور/ الخالة نوسة
- فول الصين العظيم:2004-محيي الشرقاوي
- عسكر في المعسكر:2003-خضر حسنين الجبالي
- صاحب صاحبه:2002-أسامة زرجينه
- جاءنا البيان التالي:2001-نادر سيف الدين
- رشة جريئة:2001-ضيف شرف
- بليه ودماغه العالية:2000-بلية/عماد عبد الرحمن الفولي
- همام في أمستردام:1999-همام مجاهد شعبان
- البطل:1998-حسن حليم
- صعيدي في الجامعة الأمريكية:1998-خلف الدهشوري خلف
- إسماعيلية رايح جاي:1997-عبدالمنعم
- سمكة و4 قروش:1997-فارس
- حلق حوش:1997-فرج
- بخيت وعديلة 2: الجردل والكنكة:1996
- قشر البندق:1995-محمدين الصقر
- بخيت وعديلة:1995-سائق التاكسي
- لحم رخيص:1995-نص
- سارق الفرح:1995-عنتر
- زيارة السيد الرئيس:1994-سمير ولد البقال
- هدى ومعالي الوزير:1994-عطيه الأهبل
- سوق النساء:1994-حمدي
- المنسي:1993-متفرج بالسينما-ضيف الفلم
- الحب في الثلاجة:1992
- الفاس في الراس (فلم):1992-مدرب الألعاب
- الفضيحة:1992-بسيوني
- الهروب:1991-قناوي أبو إسماعيل
- اللعب مع الشياطين:1991-بائع أشرطة الفيديو
- شحاتين ونبلاء):1991
- إسكندرية كمان وكمان:1990
- قلب الليل:1989-بندق  عازف في الفرقة
- سرقات صيفية:1988
- يوم مر ويوم حلو:1988-مساعد المذيعة
- العرضحالجي في قضية نصب:1987
- إسكندرية ليه:1979

### من المسرحيات
| - 3 أيام في الساحل:2019-عصفور أبو دراع - طرائيعو:2002-فارس أبو شنب - ألابندا:2001-كويس - عفروتو:1999-عفروتو/جعفر - عائلة الفك المفترس:1997 - حزمني يا:1994-حمامة - العسكري الأخضر:1993-ربعاوي - البراشوت:1991-إبراهيم السيد أحمد - ضحك ولعب ومزيكا:1991 - الفضيحه:1989 - الدكتور زعتر:1989 - أبو زيد:1988-العسكري - عايز اتجوزك:1987 - الغفير - عيلة ما حصلتش-خليل - محدش يقدر عليهم - عصفور ودبور - عيب يا محترم | - أرض النفاق:2018-مسعود - مسيو رمضان مبروك أبو العلمين حمودة:2011-رمضان - وإنت عامل إيه؟:1997-ببيو - سر الأرض:1994 - في قلب الليل:1992 - العرضحالجي:1992-سعيد - النوة:1991-الحن - البخيل وأنا:1991-عطا - ناس وناس (ج1، 2):1989-هنداوي - ع الأصل دور:1987-حودة-محمود الشيال - حواديت كل يوم - ناس كده وكده - فولي:2017-فولي - سيد أندرويد:2016-صوت - حارة المجانين:2015 - أمير ورحلة الأساطير:2013 - رمسيس الثاني - سوبر هنيدي (ج1-4):2008، 2009، 2014، 2015 - سوبر هنيدي - عائلة سيمبسون:. - تيمون وبومبا: تيمون. - الأسد الملك:تيمون. - شركة المرعبين المحدودة:مارد وشوشني. - الفارس والأميرة 1 | - حزام ناشف:2021 - لحن بتلو:2018 - البخيل هو أنا:2017-كرم - سبع لفات (7 لفات):2016 - يخلق من الشبح أربعين:2015 - شوربة السياحة:2014 - رومانسية بالأرانب:2012 - قلقان في مصر:2011-هريدي - سهم الزيتون طلع:2010-زيزو - شريف ربلنا الخفيف:2009-المحامي شريف - مجنون ليلى:2008-وليد / سيد عنبة - الخط معاك عالخط:2007-محيسن السرساوي - حواديت حصاوي:2006-حصاوي - عفريت الهانم:1997 - فوازير: مسلسليكو:2013 - فوازير: أبيض وإسود:1997 - فوازير: أبيض وإسود تاني:1997 - فوازير: خد وهات:1996-ضيف شرف - فوازير:حاجات ومحتاجات:1993 - فيديو كليب: أوبريت القدس ح ترجع لنا:2000-بشخصه - سهرة تليفزيونية: بدون تحقيق - سهرة تليفزيونية: زوجتي مخطوفة - سهرة تليفزيونية: الزواج في الزمن الصعب | - رامز عقله طار / ضيف - تالي الليل:2018-ضيف - قهوة أشرف:2018-ضيف - الحكاية مع عمرو أديب:2018-ضيف - عيش الليلة:2017-ضيف - شيري استديو:2017-ضيف - نجم الكوميديا:2016-عضو لجنة التحكيم - رامز واكل الجو:2015-ضيف - الحُكم:2014-ضيف - معكم منى الشاذلي:2014-ضيف - صاحبة السعادة:2014-ضيف - رامز عنخ آمون:2013-ضيف - كرسي في الكلوب:2012-ضيف - برنامج لحظة شك 2012. - الليلة مع فايز:2012-ضيف - التفاحة:2012-ضيف - فاصل ونعود مع داوود:2010-ضيف - دارك:2008-ضيف - فركش:1999-تقديم - الليلة مع هالة سرحان:1997-ضيف - من غير كلام:1991-ضيف - نجم على الهوا-ضيف |

## في الإعلام

### برامجه
أطلق محمد هنيدي برنامجه الخاص علي قناة المحور في يوم 22 اكتوبر عام 2021، والذي يحمل اسم «هنيدي شو» 

### ظهوره في البرامج الخاصة
ظهر هنيدي مع الإعلامي عمرو اديب في برنامج الحماية في 17 سبتمبر عام 2018.
ظهوره مع اسعاد يونس في برنامج صاحبة السعادة يوم رأس السنة لعام 2019.
آخر ظهور لمحمد هنيدي كان مع الإعلامية مني الشاذلي في الخاص في 7 اكتوبر عام 2021.

### ظهوره في برامج الكاميرا الخفية
وقع هنيدي ضحية برامج الكاميرا الخفية التي يقدمها رامز جلال ثلاث مرات.
الأولي في رمضان عام 2013 في برنامج ( رامز عنخ آمون )
والثانية في رمضان 2015 في برنامج ( رامز واكل الجو) 
والأخيرة كانت في رمضان 2021 في برنامج ( رامز عقله طار)